# Aleutians
Els aleutians són una ètnia ameríndia de parla esquimoaleutiana, el nom de la qual prové del txuktxi aliat ("illenc"), però ells s'anomenen allithuh "comunitat" o unangan "el poble de la costa". Es divideixen en tres grups: unalaskan o est, atkan o centre i attuan o oest, que inclou els grups naamirus, qarus, saskimar, commander i attuan. Habiten a les illes Aleutianes, Commander i Shumagin, i a la costa nord d'Alaska, de Pt Moller a Kupreanoff Point. La seva distribució geogràfica és:
- Unalaskan, a les illes Shumagin i Fox, i a la península d'Alaska fins al riu Ugashik.
- Atkan, a les illes Andreanof, Near i Rat.
- Attuan, a l'illa Attu.

## Demografia
El 1700 potser eren entre 12 i 15.000 en una àrea de 2.000 kilòmetres quadrats, i cap al 1740 es calcula que eren uns 20 o 25.000 individus, però l'esclavatge i els malalties europees els reduïren a una vuitena part dels que hi havia abans de l'arribada el 1799, de tal manera que el 1825 només en restaven 8.000 i 1834 només eren 2.500 i uns 1.500 el 1900. Tot i que Hrlička els va calcular en 1.400 el 1945 (500 a 11 viles de la península, 500 a les Pribilof i 300 a les Commander), es creu que el 1950 ja eren 2.099, dels quals, però, només 600 seguien la manera de vida tradicional. Foren calculats posteriorment en 3.892 el 1960 i en 5.700 el 1970, dels quals, però, només 700 parlaven la seva llengua. El 1980 eren 8.090 individus. Segons el cens del 2000, hi havia 6.606 purs, 737 barrejats amb altres tribus, 2.888 barrejats amb altres races i 317 amb altres races i tribus. En total, 10.548 individus. Pel que fa als habitants sobre el terreny, segons dades de la BIA del 1995 els habitants aleuts per llogarrets eren:
| Comunitat     | Població | Apuntats al rol tribal | % Població nadiua | Dialecte |  |
| Akutan        | 80       | 84                     | 16,4%             | Unangan  |  |
| Atkan         | 91       | 96                     | 81,3%             | Unangan  |  |
| Belkofski     | 35       | 37                     | ?                 | Unangan  |  |
| Chignik Lake  | 122      | 128                    | 87,6%             | Unangan  |  |
| False Pass    | 52       | 55                     | 65,6%             | Unangan  |  |
| Ivanov Bay    | 33       | 35                     | 95,5%             | Unangan  |  |
| King Cove     | 403      | 423                    | 47,9%             | Unangan  |  |
| Nelson Lagoon | 67       | 70                     | 81,9%             | Unangan  |  |
| Perryville    | 102      | 107                    | 98,1%             | Unangan  |  |
| Oawalangin    | 259      | 272                    | 9,3%              | Unangan  |  |
| Total         | 1.244    | 1.307                  |                   |          |  |

## Idioma
Lingüísticament, la parla aleutiana es dividia en tres dialectes, que actualment són en vies d'extinció:
- Unalaskan, que tenia uns 500 parlants el 1970
- Atkan, que en tenia 115 el 1970
- Attuan, que es dividia entre els dialectes naamirus (extingit el 1950), qarus (extingit el 1900), saskimar (eren 100 el 1745), Commander, que tenia 50 parlants el 1970, i attuan, que en tenia 35 el mateix any

Hi ha certs indicis de recuperació. En aquesta taula veiem el nombre d'alumnes apuntats a aprendre la llengua unangan a l'escola, així com el nombre de parlants, segons les diferents viles aleutianes
| Comunitat   | % població aleutiana | Parlants d'aleutià                                      |  |
| Akutan      | 100%                 | 4 parlants al llogarret, els més jove parlant 70        |  |
| Atkan       | 100%                 | 44 parlants al llogarret, els més jove parlant, 25 anys |  |
| St. Paul    | 97%                  | 40 parlants al llogarret, els més jove parlant 50+      |  |
| St. George  | 100%                 | 15 parlants al llogarret, els més jove parlant 50+      |  |
| False Pass  | 83%                  | 2 parlants al llogarret, edat desconeguda               |  |
| Sand Point  | 86%                  | 3 parlants al llogarret, els més joves parlants 60+     |  |
| King Cove   | 91%                  | 10 parlants al llogarret, els més joves parlants 60+    |  |
| Llac Nelson | 81%                  | No hi ha parlants d'Unangam tunuu al llogarret          |  |
| Adak        | 73%                  | No hi ha dades                                          |  |
| Unalaska    | 19%                  | 20 parlants al llogarret, els més joves parlants 60+    |  |
| Cold Bay    | 17%                  | No hi ha dades                                          |  |
| Nikolski    | 44%                  | 12 parlants al llogarret, els més joves parlants 45-50  |  |

## Costums
Físicament són ben format, d'alçària baixa, pell fosca, ulls foscos, peus i mans petits, cames curtes, cap i faccions allargades, nas petit, cabells llargs i negres i crani braquicèfal. La meitat tenen el grup sanguini A i la resta se'l reparteixen entre el B i el 0, amb Rh positiu.
La riquesa natural de la zona permetia de suportar una gran quantitat de població. Caçaven foques, balenes, lleons marins, llúdries, morses, caribús i ossos, amb arpons, i els ocells amb xarxes. També recollien baies i marisc, ous i pops. Per caçar balenes es valien d'uns rituals especials, que només feien els iniciats. Tenien un coneixement excepcionals de l'anatomia basada en els animals, i momificaven els persones distingides, com els baleners. Fabricaven embarcacions peculiars com caiacs o bidarkes (canoes per a 40 ocupants) i umiaks (bots de pell llargs i oberts). També feien cistelles i elaboraven instruments de pedra, os i ivori.

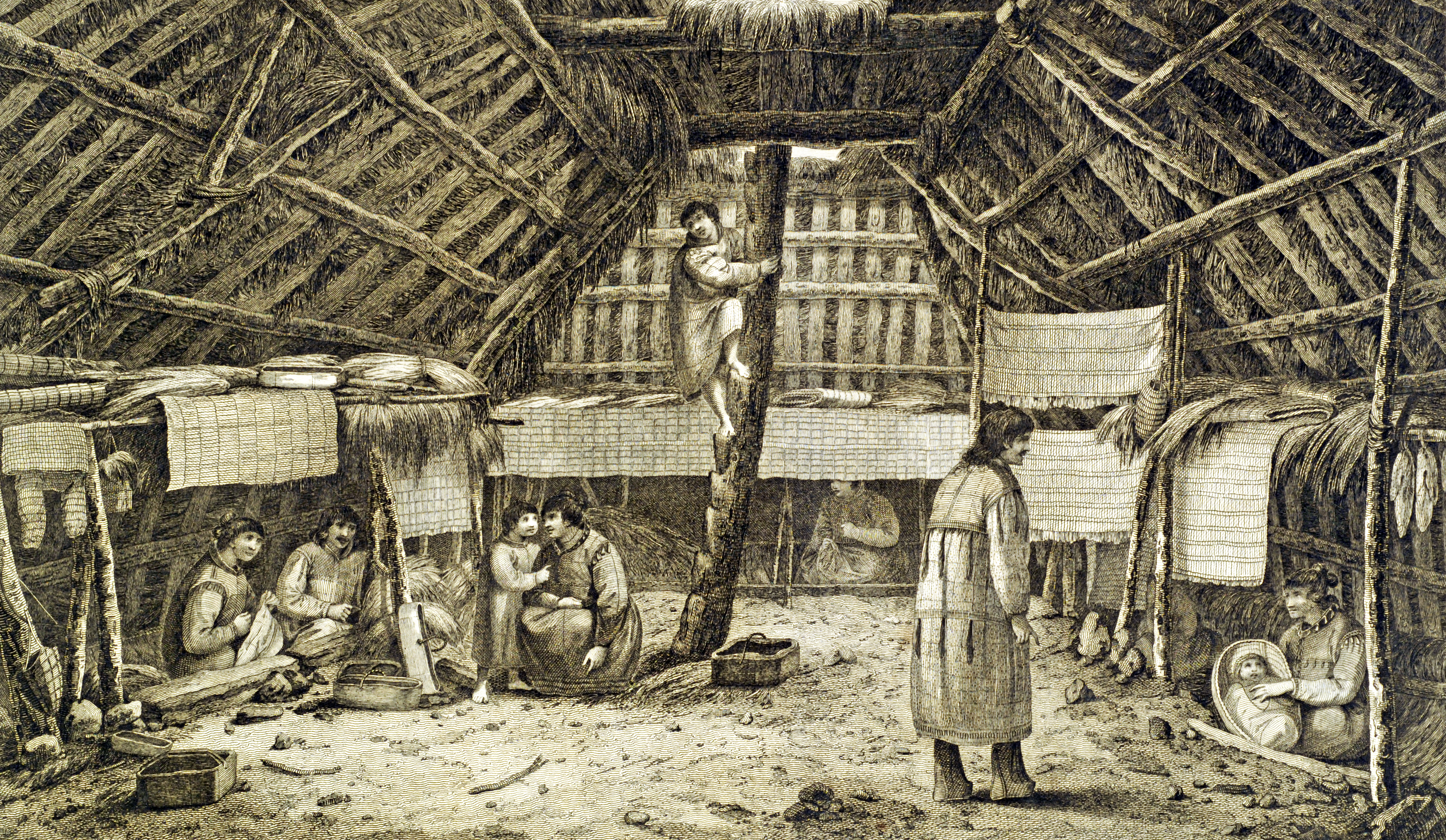
Habitatge aleuta d'hivern, anomenada barabara o ulax.

Els homes només duien dues llargues camises de plomes d'ocell, i les dones faldilles de cuir, i es cobrien amb abrics de budells de foca. Endemés, les dones es tatuaven la cara. També feien cistelles amb la molsa de la platja.
Vivien en cases comunals llargues i de fusta cobertes de joncs i canyes, on hi podien habitar entre 10 i 40 famílies emparentades, dividides en aldees. Estaven excavades a 1,5-2 metres i cobertes amb sostres d'ossos de balena, fusta flotant i herbes; l'entrada era un forat al sostre i baixaven per un tronc. Les antigues viles aleutes eren situades al costat del mar, vora de l'aigua dolça, amb un bon port per als bots i una posició de salvament per si eren atacats. Però amb la dominació russa acabaren llurs lluites internes i les viles se situaren als marges dels rius per tal de pescar salmons. Fins i tot copiaren la divisió social tsarista, en unitats familiars i amb toions o petits nobles. Els russos els portaren també el kvass.
El cap era hereditari i representava més prestigi i poder que no pas autoritat real. Un cabdill podia governar moltes o tota una illa, però no era pas cabdill de totes les viles ni de tots els aleutes. Durant l'ocupació russa van adoptar l'esclavatge, i tenien una sèrie de classes socials molt marcades. Es creu que ja coneixien el ferro, potser per influència japonesa, i feien ganivets. Comerciaven amb escorça de pi i bedoll, i es visitaven per celebrar festes i balls de màscares, però els assassinats, la bruixeria i els ofenses provocaven atacs mortals i silenciosos. Els captius esdevenien esclaus, i els assaltants esbocinaven el cadàver per tal que el seu esperit no els ataqués.
Ja que durant l'ocupació russa gairebé tots foren convertits al cristianisme ortodox, es desconeix gairebé tot el referent a llurs antigues creences. Consideraven l'Orient la llar del Creador, i per això es feien les cases sobre un eix orientats cap a l'est i oest. El patriarca i la seva família ocupaven la part situada més a la vora d'on sortia el sol, mentre que l'esclau vivia més a la vora de ponent.

## Història
Tot i que es creu que travessaren l'estret de Bering fa 8 o 10.000 anys, hom suposa que el primer grup arribà cap al 2000 aC (restes com la mòmia de l'illa Kagamil), quan se separaren dels inuits (es calcula que el 25% del seu vocabulari és similar al dels inuit).
El 1741 el danès Vitus Bering i el rus Aleksei Txírikov arribaren a les illes Aleutianes, i el comerç de pells de llúdria va atreure molts promyšlenniki (comerciants russos). Eren sovint llogats com a portadors a Port Ross (Califòrnia), les Kurils, Pribilof i Commander. El 1778 també foren visitats pel britànic James Cook. Ja el 1747 van tenir un conflicte amb el vaixell rus Sv EVODKIN, que acabà amb la mort de 17 guerrers aleutes i el segrest de dones i nens. El 1760 es rebel·laren, i fins i tot el 1763 destruïren quatre vaixells de guerra russos, però foren aixafats per Soloviev. D'aquesta manera, pel 1799 només n'hi havia una vuitena part dels que havia el 1740.
El 1785 els russos van obtenir fins a 20.600 $ en beneficis per les pells, de manera que finançaren les expedicions de Guerasim Privolov el 1787 i d'Aleksandr Barànov el 1791, qui portaria exploradors que els esclavitzaren. El 1799 la Companyia Russo-Americana monopolitzava les relacions comercials a Alaska i explotava els aleuts, de manera que el 1800 els assentà a les illes Commander i Pribilof, on el 1836 patiren una epidèmia de verola.
Des del 1821 els obriren escoles, i mercès als oficis del p. Ivan Veniaminov, qui del 1824 al 1824 va viure entre els unalaskans i hi va construir la primera església ortodoxa, i de Jakov Netsvetov, qui el 1828 va construir hospitals i esglésies entre els atkan, es convertiren i mestissaren, de manera que des del 1830 es produí el trencament de la vida i cultura comunitàries (cap al 1840 hi havia 10 esglésies ortodoxes) i pel 1867 estaven força russificats.
El 1867 les illes Aleutianes foren venudes als EUA pel govern tsarista, com tota Alaska. El govern nord-americà passa el control a l'Alaska Commercial Company, qui es dedicà a exterminar les caceres fins al Tractat signat el 1911 per Rússia, Canadà, Japó i Estats Units que limitaria la caça de balenes. Des del 1876 foren emprats en el procés de salat del bacallà, i el 1880 es dedicaren a la caça de guineus, fins al 1941, que abandonaren per l'enfonsament del mercat de pells, i des del 1911 els reduïren la caça de llúdries.
El 1886 els obriren escoles metodistes i els prohibiren parlar la seva llengua, malgrat els esforços fets des del 1880 per Katherine Dyakanoff Seller, mestre aleuta a Atkan. El 1899 es trobà or a Alaska i s'estengueren conflictes, com quan el 1910 dos vaixells nord-americans feriren 40 aleuts que caçaven mamífers marins fora de la llei.
Finalment, el 1913 les illes Aleutianes foren declarades Refugi Natural Nacional, cosa que els portaria, nogensmenys, pobresa i discriminació. El 1916 van fer una petició al govern queixant-se de l'esclavatge i obrint una escola ortodoxa on s'ensenyava en aleutià. El 1918 patiren una epidèmia de grip. El 1924 obtingueren la ciutadania nord-americana, i des del 1934 autogovern tribal.
Entre el 1942 i el 1944 van ser ocupades temporalment pels japonesos, raó per la qual des del 1947 s'hi construïren algunes bases dels Estats Units al territori. I quan el 1958 Alaska passà a ser estat de la unió, formaren part de l'Alaska Federation of Natives. El 1960 hi havia 6.011 residents a les illes Aleutianes, dels quals 3.690 eren blancs, 222 indis, negres o asiàtics, i només 2.099 aleutians (amb un 25% d'ascendència).
El 1967 es fundaria l'Aleut League i el 1968 es descobrí petroli al seu territori. Aconseguiren que el 1971 s'aprovés l'Alaska Native Claims Settlement Act per la qual els donen 44 milions d'acres, raó per la qual crearen l'Aleut Corporation per controlar les inversions. Tot i així, el 1980 tenien una taxa d'atur de l'11% i el 1989 patiren el vessament de petroli a les seves costes del petrolier Exxon Valdez.